# Vadócz Krisztián
Vadócz Krisztián (Budapest, 1985. május 30. –) magyar válogatott labdarúgó.

## Pályafutása

### Klubcsapatokban
Vadócz 17 évesen debütált a Honvéd FC csapatánál. 2005 nyarán a francia első osztályban szereplő Auxerre együttesébe igazolt. Az első csapatba  nem sikerült bejátszania magát az ott töltött három év alatt. A tartalékok között szerepelt, az utolsó évben pedig a Motherwell csapatánál játszott kölcsönben.
2007 júniusában a holland NEC Nijmegen gárdájához igazolt, ahol többek között Babos Gábor volt a csapattársa. 2008-ban négyéves szerződést írt alá a spanyol első osztályban szereplő CA Osasuna csapatával.
A spanyol csapatban szerzett legemlékezetesebb találata egy 35 méterről szerzett gól volt, amelyet 2010. április 11-én lőtt a Real Zaragoza kapujába, de betalált az UD Almería és az Atlético Madrid kapujába is.
2011. augusztus 31-én felbontotta szerződését az Osasunával, és egyéves szerződést írt alá korábbi klubjával, a Nijmegennel. 2012. szeptember 6-án a dán első osztályban szereplő Odense Boldklub játékosa lett.
2014-ben az indiai Pune City csapatához igazolt az Indiai Szuperligába.
2015-ben a svájci élvonalban szereplő Grasshoppershez szerződött, majd fél év múlva a spanyol Deportivo Alavés szerződtette, de mindössze három bajnoki mérkőzésen kapott szerepet.
2016. január 28-án az ausztrál Perth Glory szerződtette, itt Sándor György csapattársa lett. Első gólját március 26-án szerezte a Newcastle Jets ellen. Csapatával bejutott a bajnokság rájátszásába, az idény során 11 bajnokin lépett pályára, majd nem hosszabbította meg a szerződését.
Vadócz 2016. június 28-án ismét Indiába, ezúttal a Mumbai City FC csapatához írt alá. Október 18-án, a Delhi Dynamos ellen két gólt szerzett. Csapatával megnyerte az alapszakaszt, azonban a kieséses rendszerben zajló rájátszás elődöntőjében az Atlético de Kolkata 3-2-es összesítéssel kiejtette a Mumbait. Vadócz 14 mérkőzésen lépett pályára, ezalatt három gólt szerzett.
2017. január 11-én szabadon igazolható játékosként ingyen írt alá a Hongkongi Premier League-ben címvédő Kitchee SC-hez.
Négy nap múlva kezdőként 72 percet játszott a Senior Challange Shield Cup döntőjében, amit csapata 2–1-re nyert a címvédő Eastern ellen.
A bajnokságban január 21-én mutatkozott be, a 70. percben cserélték be, csapata 1–0-ra kikapott a Southern District otthonában.
Első gólját a Hong Kong Rangers ellen 5–1-re megnyert bajnokin szerezte március 19-én. Május 7-én gólt szerzett az Eastern AA csapata ellen 4–1-re megnyert mérkőzésen, a Kitchee SC pedig bajnok lett. Egy héttel később a South China elleni 2–1-es győzelemmel a kupagyőzelmet is megszerezte a Kitchee, Vadócz pedig végigjátszotta a mérkőzést.
2017. június 8-án újabb egy évvel meghosszabbította a szerződését. A 2017-18-as idényben 18 bajnokin lépett pályára és nyolc gólt szerzett. Újabb bajnoki címet ünnepelhetett a szezon végén és őt választották az év játékosának.
2018. július 5-én visszatért nevelőklubjához, a Budapest Honvédhoz, amelyhez szabadon igazolható játékosként írt alá, miután Hongkongban lejárt a szerződése. 2018. augusztus 28-án felbontotta szerződését a klubbal. A magyar bajnokságban hat, az Európa-ligában négy mérkőzésen lépett pályára. Október 17-én újra aláírt a hongkongi Kitchee csapatához.
2019. szeptember 12-én újból a Budapest Honvéd játékosa lett, ahonnan az őszi szezont és 11 bajnoki mérkőzést követően távozott. 2020. január 6-án az 
uruguayi rekordbajnok Peñarol szerződtette, ahol egykori csapattársa, Diego Forlán lett az edzője. Február 15-én mutatkozott be az uruguayi bajnokságban, csereként állt be a Cerro CA elleni 2–1-es győztes bajnokin. Augusztus 11-én a Nacional elleni uruguayi örönkrangadón csapata legjobbja volt, a találkozó 1–1-es döntetlennel ért véget. A bajnokság 5. fordulójában két gólpasszt adott a Boston River ellen 2–0-ra megnyert mérkőzésen. A Penarolban 29 tétmérkőzésen kapott szerepet, gólt nem szerzett. 2021. április 23-án szerződést kötött a szintén uruguayi Montevideo Wanderers csapatával. Összesen tíz tétmérkőzést játszott a csapatban, majd szeptember 1-jén távozott a klubtól, miután szerződését közös megegyezéssel felbontották. 2022. július 8-án az uruguayi másodosztályban szereplő Central Español csapatába igazolt.

### A válogatottban
2004-ben debütált a magyar U21-es és a magyar válogatottban is. 2018 májusában, közel hét év válogatottbeli kihagyás után Georges Leekens szövetségi kapitány meghívta őt a magyar válogatott júniusi Fehéroroszország és Ausztrália elleni mérkőzéseire készülő keretébe.

## Sikerei, díjai
Kitchee SC
- Hong Kong Premier League győztes (2): 2016–17, 2017–18
- Hongkongi kupagyőztes: 2016–17
- Hong Kong Senior Challenge Shield: 2016–17
- Hong Kong Community Cup: 2017[34]

## Statisztika

### A válogatottban
| Magyarország | Magyarország    | Magyarország | Magyarország |
| Év           | Pályára lépések | Gólok        |              |
| ------------ | --------------- | ------------ | ------------ |
| 2004         | 1               | 0            |              |
| 2005         | 2               | 1            |              |
| 2006         | 1               | 0            |              |
| 2007         | 5               | 0            |              |
| 2008         | 8               | 1            |              |
| 2009         | 9               | 0            |              |
| 2010         | 7               | 0            |              |
| 2011         | 7               | 0            |              |
| 2018         | 2               | 0            |              |
| Összesen     | 42              | 2            |              |

### Mérkőzései a válogatottban
| Magyarország | Magyarország         | Magyarország                          | Magyarország     | Magyarország | Magyarország       | Magyarország | Magyarország | Magyarország |
| #            | Dátum                | Helyszín                              | Hazai            | Eredmény     | Vendég             | Kiírás       | Gólok        | Esemény      |
| ------------ | -------------------- | ------------------------------------- | ---------------- | ------------ | ------------------ | ------------ | ------------ | ------------ |
| 1.           | 2004. november 30.   | Bangkok (THA)                         | Magyarország     | 0 – 1        | Szlovákia          | Király-kupa  | -            | 66'          |
| 2.           | 2005. december 15.   | Phoenix, Chase Field Stadium (USA)    | Magyarország     | 0 – 2        | Mexikó             | barátságos   | -            |              |
| 3.           | 2005. december 18.   | Miami (USA)                           | Magyarország     | 3 – 0        | Antigua és Barbuda | barátságos   | 1            | 10'          |
| 4.           | 2006. május 30.      | Manchester, Old Trafford              | Anglia           | 3 – 1        | Magyarország       | barátságos   | -            | 83'          |
| 5.           | 2007. március 24.    | Podgorica                             | Montenegró       | 2 – 1        | Magyarország       | barátságos   | -            | 85'          |
| 6.           | 2007. március 28.    | Budapest, Szusza Ferenc Stadion       | Magyarország     | 2 – 0        | Moldova            | Eb-selejtező | -            |              |
| 7.           | 2007. június 2.      | Iráklio, Pankritio                    | Görögország      | 2 – 0        | Magyarország       | Eb-selejtező | -            | 74'          |
| 8.           | 2007. június 6.      | Oslo, Ullevaal Stadion                | Norvégia         | 4 – 0        | Magyarország       | Eb-selejtező | -            | 83'          |
| 9.           | 2007. november 17.   | Chișinău, Zimbru Stadion              | Moldova          | 3 – 0        | Magyarország       | Eb-selejtező | -            | 38'          |
| 10.          | 2008. március 26.    | Zalaegerszeg, ZTE Aréna               | Magyarország     | 0 – 1        | Szlovénia          | barátságos   | -            | 74'          |
| 11.          | 2008. május 24.      | Budapest, Puskás Ferenc Stadion       | Magyarország     | 3 – 2        | Görögország        | barátságos   | 1            | 62'          |
| 12.          | 2008. május 31.      | Budapest, Szusza Ferenc Stadion       | Magyarország     | 1 – 1        | Horvátország       | barátságos   | -            |              |
| 13.          | 2008. augusztus 20.  | Budapest, Puskás Ferenc Stadion       | Magyarország     | 3 – 3        | Montenegró         | barátságos   | -            |              |
| 14.          | 2008. szeptember 6.  | Budapest, Puskás Ferenc Stadion       | Magyarország     | 0 – 0        | Dánia              | vb-selejtező | -            |              |
| 15.          | 2008. szeptember 10. | Stockholm, Råsunda Stadion            | Svédország       | 2 – 1        | Magyarország       | vb-selejtező | -            |              |
| 16.          | 2008. október 11.    | Budapest, Puskás Ferenc Stadion       | Magyarország     | 2 – 0        | Albánia            | vb-selejtező | -            | 87'          |
| 17.          | 2008. november 19.   | Belfast, Windsor Park                 | Észak-Írország   | 0 – 2        | Magyarország       | barátságos   | -            |              |
| 18.          | 2009. február 11.    | Ramat Gan, Ramat Gan Stadion          | Izrael           | 1 – 0        | Magyarország       | barátságos   | -            | 65'          |
| 19.          | 2009. március 28.    | Tirana, Qemal Stafa Stadion           | Albánia          | 0 – 1        | Magyarország       | vb-selejtező | -            | 79'          |
| 20.          | 2009. április 1.     | Budapest, Puskás Ferenc Stadion       | Magyarország     | 3 – 0        | Málta              | vb-selejtező | -            | 79'          |
| 21.          | 2009. augusztus 12.  | Budapest, Puskás Ferenc Stadion       | Magyarország     | 0 – 1        | Románia            | barátságos   | -            | 82'          |
| 22.          | 2009. szeptember 5.  | Budapest, Puskás Ferenc Stadion       | Magyarország     | 1 – 2        | Svédország         | vb-selejtező | -            |              |
| 23.          | 2009. szeptember 9.  | Budapest, Puskás Ferenc Stadion       | Magyarország     | 0 – 1        | Portugália         | vb-selejtező | -            |              |
| 24.          | 2009. október 10.    | Lisszabon, Estádio da Luz             | Portugália       | 3 – 0        | Magyarország       | vb-selejtező | -            | 56'          |
| 25.          | 2009. október 14.    | Koppenhága, Parken Stadion            | Dánia            | 0 – 1        | Magyarország       | vb-selejtező | -            | 87'          |
| 26.          | 2009. november 14.   | Gent, Jules Ottenstadion              | Belgium          | 3 – 0        | Magyarország       | barátságos   | -            | 88'          |
| 27.          | 2010. május 29.      | Budapest, Puskás Ferenc Stadion       | Magyarország     | 0 – 3        | Németország        | barátságos   | -            |              |
| 28.          | 2010. június 5.      | Amszterdam, Amsterdam ArenA           | Hollandia        | 6 – 1        | Magyarország       | barátságos   | -            | 79'          |
| 29.          | 2010. augusztus 11.  | London, Wembley Stadion               | Anglia           | 2 – 1        | Magyarország       | barátságos   | -            |              |
| 30.          | 2010. szeptember 3.  | Stockholm, Råsunda Stadion            | Svédország       | 2 – 0        | Magyarország       | Eb-selejtező | -            |              |
| 31.          | 2010. szeptember 7.  | Budapest, Szusza Ferenc Stadion       | Magyarország     | 2 – 1        | Moldova            | Eb-selejtező | -            | 88'          |
| 32.          | 2010. október 8.     | Budapest, Puskás Ferenc Stadion       | Magyarország     | 8 – 0        | San Marino         | Eb-selejtező | -            | 64'          |
| 33.          | 2010. október 12.    | Helsinki, Olimpiai Stadion            | Finnország       | 1 – 2        | Magyarország       | Eb-selejtező | -            | 75'          |
| 34.          | 2011. február 9.     | Dubaj, al-Sabab Stadion (UAE)         | Azerbajdzsán     | 0 – 2        | Magyarország       | barátságos   | -            | a szünetben  |
| 35.          | 2011. március 25.    | Budapest, Puskás Ferenc Stadion       | Magyarország     | 0 – 4        | Hollandia          | Eb-selejtező | -            | 46'          |
| 36.          | 2011. március 29.    | Amszterdam, Amsterdam ArenA           | Hollandia        | 5 – 3        | Magyarország       | Eb-selejtező | -            | 90'          |
| 37.          | 2011. június 3.      | Luxembourg, Stade Josy Barthel        | Luxemburg        | 0 – 1        | Magyarország       | barátságos   | -            | 68'          |
| 38.          | 2011. augusztus 10.  | Budapest, Puskás Ferenc Stadion       | Magyarország     | 4 – 0        | Izland             | barátságos   | -            | a szünetben  |
| 39.          | 2011. szeptember 6.  | Chișinău, Zimbru Stadion              | Moldova          | 0 – 2        | Magyarország       | Eb-selejtező | -            | 82'          |
| 40.          | 2011. október 11.    | Budapest, Puskás Ferenc Stadion       | Magyarország     | 0 – 0        | Finnország         | Eb-selejtező | -            | 59'          |
| 41.          | 2018. június 6.      | Breszt, Regionaler Sportkomplex Brest | Fehéroroszország | 1 – 1        | Magyarország       | barátságos   | -            | a szünetben  |
| 42.          | 2018. június 9.      | Budapest, Groupama Aréna              | Magyarország     | 1 – 2        | Ausztrália         | barátságos   | -            |              |
|              | Összesen             |                                       |                  | 42           | mérkőzés           |              | 2            | gól          |